# Cryptococcus neoformans
 (novembre 2018).
Espèce
Cryptococcus neoformans (Cryptococcus gattii étant l'autre espèce de Cryptococcus responsable de cryptococcose) est un mycète encapsulé du type levure qui peut vivre sur des plantes ou des animaux (on le retrouve dans les fientes de pigeons). Cette espèce, qui est également connue sous son nom téléomorphe, Filobasidiella neoformans, appartient à la grande classe des organismes appelés Basidiomycota. C. neoformans croît d'habitude en tant que levure, unicellulaire, par bourgeonnement. Sous certaines conditions, dans la nature ou en laboratoire, C. neoformans peut pousser comme un mycète filamenteux. S'il se développe comme une levure, C. neoformans a une importante capsule composée principalement de polysaccharides. Au microscope, la coloration à l'encre de Chine est utilisée pour visualiser facilement la capsule. Les particules du pigment de l'encre ne pénètrent pas la capsule qui entoure la cellule sphérique de la levure, ce qui entraîne une zone éclaircie ou un « halo » autour des cellules.
Ce champignon pathogène provoque des méningites chez les personnes immunodéprimées (par exemple SIDA déclaré). L'espèce C. neoformans est constituée de trois variantes : C. neoformans v. gattii, v. grubii et v. neoformans. La première se rencontre essentiellement sous les tropiques, mais a également été observée dans le sud de l'île de Vancouver, sur la côte ouest du Canada. Il a été établi qu'elle est suffisamment différente des autres sous-espèces pour être considérée comme une espèce à part entière. C. neoformans v. grubii et v. neoformans sont présentes dans le monde entier et souvent dans les sols contaminés par les fientes d'oiseaux. La séquence du génome de C. neoformans v. neoformans a été publiée en 2005.

## Croissance en milieu irradié
Une moisissure noire contenant Cladosporium sphaerospermum, Wangiella dermatitidis et Cryptococcus neoformans a été découverte en 2007 à l'intérieur de la centrale nucléaire de Tchernobyl, dans un environnement présentant des niveaux de radiations plusieurs centaines de fois supérieurs à la normale ; on ignore cependant par quels mécanismes biochimiques ces organismes sont capables d'utiliser les rayons gamma pour produire leur énergie métabolique à l'aide de la mélanine, un pigment biologique noir.[précision nécessaire]